# Apocalipsis siríaco de Baruc
El Apocalipsis siríaco de Baruc, también conocido como Libro II de Baruc, o 2 Baruc, es un escrito apócrifo israelita del Antiguo Testamento de finales del siglo I, después de la caída de Jerusalén (año 70) o de comienzos del siglo II.
Aunque es considerado apócrifo, y ni para el judaísmo ni para el cristianismo formaba parte del canon bíblico, fue encontrado en algunas ediciones de la Peshitta, la versión siríaca de la Biblia. Tiene 87 capítulos.

## Manuscritos
El texto completo de 2 Baruc se conoce por manuscrito siríaco del siglo VI o VII, descubierto por Antonio Ceriani. en la Biblioteca Ambrosiana de Milán, en 1866. En 1866 Ceriani publicó una traducción latina del texto sirio. Un manuscrito árabe de todo el texto fue descubierto en 1974; es aparentemente una traducción bastante libre de un texto siríaco similar al del manuscrito de Milán. Un fragmento latino era conocido por una cita en Cipriano. Un fragmento griego del siglo IV fue encontrado entre los manuscritos de Oxirrinco. Se conocían dos extractos de los leccionarios del siglo XIII de la Iglesia Ortodoxa Siríaca (también se encontraron en un leccionario del siglo XV, en Kerala).

## Contenido
Aunque el Libro de Jeremías canónico presenta a Baruc como secretario de Jeremías, el Apocalipsis de Baruc lo trata no sólo como profeta, como el Libro de Baruc, sino que además le otorga un papel aún más importante que el de Jeremías.
Este libro apocalíptico tiene un estilo similar a las escrituras atribuidas a Jeremías ― una mezcla de oraciones, lamentaciones y visiones ―. Los eruditos lo consideran como una reacción a la caída de Jerusalén, y particularmente del templo. Según el texto, los objetos sagrados del templo fueron rescatados de la destrucción por ángeles, y están reservados para cuando sea reconstruido.
La primera parte del libro se estructura en tríadas ―tres ayunos, cada uno seguido por tres visiones y luego por tres discursos al pueblo―. Las visiones son notables para su discusión de la teodicea, el problema del mal, y un énfasis en el predestinación. En los capítulos 56 y 74, el ángel Ramiel hace una interpretación mesiánica de la visión de Baruc de «las aguas negras y las aguas blancas», descifrando el sentido de la historia del pecado y la redención.
La segunda parte del texto es una larga carta de Baruc a «las nueve y media tribus» (76-86), que muchos eruditos creen que era originalmente un documento separado, que discute la importancia y la primacía de la Ley judía.